# Robert Hunter (wioślarz)
Robert Sinclair "Bob" Hunter (ur. 27 kwietnia 1904 w Kaslo, zm. 25 marca 1950 w Orange County) – kanadyjski wioślarz, srebrny medalista olimpijski.
Wystąpił na igrzyskach olimpijskich w Paryżu w 1924, gdzie reprezentanci Kanady w składzie: Arthur Bell, Robert Hunter, William Langford, Harold Little, John Smith, Warren Snyder, Norman Taylor, William Wallace i Ivor Campbell (sternik) zdobyli srebrny medal w ósemkach. W finale o ponad 15 sekund przegrali z osadą Stanów Zjednoczonych. Był to jego jedyny start olimpijski.
Kształcił się na University of Toronto. Po zakończeniu kariery pracował jako trener.